# Джейкоб Ремзі
Джейкоб Ремзі (англ. Jacob Ramsey нар. 28 травня 2001, Бірмінгем, Англія) — англійський футболіст, півзахисник клубу Прем'єр-ліги «Астон Вілла».

## Клубна кар'єра
Уродженець Бірмінгема, Джейкоб розпочав футбольну кар'єру в академії «Астон Вілли» у віці шести років. 15 січня 2019 року підписав свій перший професійний контракт із клубом. 19 лютого 2019 року дебютував в основному складі «Вілли» у матчі Чемпіоншипа проти «Вест Бромвіч Альбіон». 1 травня 2019 року був визнаний найкращим гравцем футбольної академії клубу «Астон Вілла» у сезоні 2018/19.
31 січня 2020 року Ремзі вирушив в оренду до клубу першої футбольної ліги «Донкастер Роверс». Того ж дня підписав з «Вілла» новий контракт до літа 2023. 4 лютого 2020 дебютував за «Донкастер» у матчі проти «Транмір Роверс», відзначившись двома забитими м'ячами. До 7 березня Ремзі провів за «Донкастер Роверс» 7 матчів та забив 3 м'ячі. Однак у березні 2020 року футбольні турніри в Англії були припинені у зв'язку з поширенням COVID-19, а в червні було оголошено про дострокове завершення сезону в Лізі 1 та Лізі 2. Після цього Ремзі повернувся в «Астон Віллу».
15 вересня 2020 року він вперше вийшов у стартовому складі «Вілли» у матчі Кубка Англійської футбольної ліги проти «Бертон Альбіон». 28 вересня Ремзі дебютував у Прем'єр-лізі, вийшовши на заміну Конору Хуріхану в матчі проти «Фулгема». 9 лютого Ремзі забив два голи у ворота «Лідс Юнайтед», зробивши свій перший дубль у Прем'єр-лізі. 26 квітня 2022 року Ремзі продовжив контракту з «Астон Віллою» до 2027 року.
Після успішного сезону 2022-23 років Ремзі отримав нагороду Прем'єр-ліги «Випускник Академії Прем'єр-ліги 2022-23». На церемонії нагородження «Астон Вілли» за підсумками сезону Ремзі вдруге поспіль був визнаний найкращим молодим гравцем сезону.

## Кар'єра у збірній
Виступав за збірні Англії до 18, до 19 і до 20 років і до 21.
7 жовтня 2021 року Ремзі дебютував за молодіжну збірну Англії під час виїзної нічиєї зі Словенією (2:2) у відборі до чемпіонату Європи U21. 25 березня 2022 року Ремзі забив свій перший гол за молодіжну збірну Англії у переможній грі над командою Андорри (4:1).
14 червня 2023 року Ремзі був включений до складу збірної Англії на молодіжний чемпіонат Європи з футболу 2023.

## Особисте життя
Обидва його молодші брати також грають в «Астон Віллі», Аарон виступає за «Мідлсбро» на правах оренди, а Коул навчається в академії. Його батько Марк був професійним боксером, який на початку своєї кар'єри двічі бився з майбутнім об'єднаним чемпіоном світу в напівважкій вазі Рікі Хаттоном, але обидва рази програв рішенням суддів за очками.